# حروب فرديناند

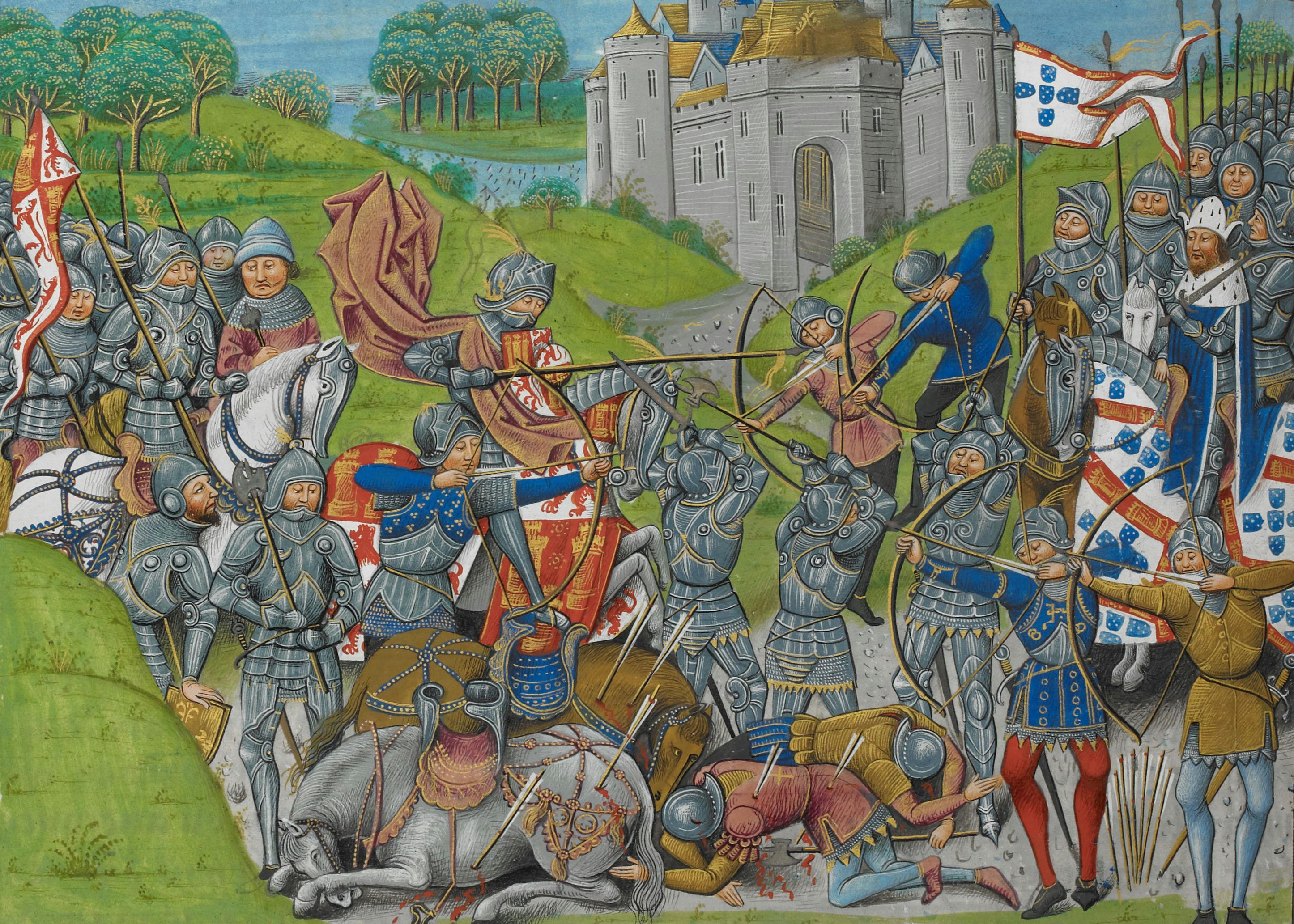

حروب فرديناند الثلاثة هي حروب حدثت على سنوات متقطعة بين فرناندو الأول ملك البرتغال وحليفه الإنجليزي جون غونت، دوق لانكاستر الأول ضد ملوك قشتالة أوائل من أسرة تراستامارا حيث طالب اثنتين وبإضافة إلى ملوك أراغون ونافارا بالعرش القشتالي بعد وفاة بيدرو القاسي على يد شقيقه هنري تراستمارا.

## الحرب الأولى (1370-1369)
عندما توفى بيدرو القاسي في 1369 دون ترك أي ورثة المباشر، فرناندو يعتبر هو حفيد سانشو الرابع من جانب جدته لأبيه وأيضا ابن خال الملك الراحل، وبذلك له حقوق في العرش القشتالي وأيضا منافسيه كانوا بيدرو الرابع ملك أراغون وكارلوس الثاني ملك نافارا وجون غونت، دوق لانكاستر الأول مع ذلك هذا الأخير تزوج في 1370 من ابنة الملك الراحل الملك بيدرو الأول كونستانس، ولكن إنريكي تراستمارا يعتبر أخيه الغير شقيق، في الوقت نفسه اتخذ التاج وأعلن الملك. استغرق مسألة الخلافة للمتسابقين إلى حملتين عسكريتين تم عرضت في نهاية المطاف على البابا غريغوري الحادي عشر.
العديد من النبلاء القشتاليين دعموا في البداية ملك البرتغال ؛ بما في ذلك رجال رودريغيز دي سانابريا الذي كان في بداية الحملة يجلب الإقطاعيون الثمانين. انتهي الحرب الأولى مع معركة بورت الثيران قرب لوغو مارس 1371؛ يفترض أن هزيمة فرناندو دي كاسترو بسقوط آخر معقل بيتريستا في مملكة قشتالة بالهزائم عقب التوقيع على معاهدة ألكوتيم .
شروط معاهدة ألكوتيم 1371 بشأن حل مسألة خلافة بيدرو الأول تضمنت الزواج فرناندو من إليانور من قشتالة ، ابنة هنري. ولكن قبول الزواج استغرق وقتا، لأن فرناندو كان ساقطاً في حب ليونورا تيليس دي مينيزيس زوجة إحدى رجال حاشيته الخاصة، والحصل على بطلان من الزواج الأول من إليانور، لم يتردد في جعل لها زوجته الملكة. على الرغم من أن أثار تمرد داخليا، وكان إهانة أي تأثير كبير على العلاقات مع هنري، الذي زوج ابنته بسرعة من الملك كارلوس الثالث من نافار .

## الحرب الثانية (1373-1372)
بسبب الدسائس من دوق لانكستر، الذي أقنع فرديناند للمشاركة في اتفاق السري التي سعت إلى عزل هنري من العرش.
القشتاليين أنصار البرتغال بعد الحرب الأولى قد لجأوا في البرتغال، و فرناند ألفونسو دي زامورا ورجال رودريغيز سانابريا الذين غزو غاليسيا من شمال البرتغال من أجل مهاجمة مملكة العاهل القشتالي الشمالية الغربية . مرة أخرى، تقف الحدود مرة أخرى مع الموالين ورجال رودريجيز سانابريا، جنبا إلى جنب مع خوان الفونسو دي زامورا، فاز السيطرة المؤقتة في أرض فالدوراس وفيرين وادي نهر تامجة على الحدود بين البرتغال، ليون وغاليسيا، وبالتالي إغلاق خط يصل من كاستيلا إلى جنوب غاليسيا. ومع ذلك هنري هو من التفوق على بيتريستا مرة أخرى هنري غزو مرة أخرى البرتغال في ديسمبر 1372، وصل على أبواب لشبونة ، وطلب التوقيع على معاهدة سانتاريم في فصل الربيع من العام التالي 1373 .
معاهدة سانتاريم كانت هي نهاية مقاومة الموالين في البرتغال. وملك هنري حد من سيادة البرتغال، بالإضافة إلى طرد بيتريستا البرتغالي وأيضا نظام التحالفات الزواج بين العائلتين. هذا هو الشتات الحقيقية لمنفيين القشتالية، وهو ما يعني نهايته كمجموعة ضغط مع تطلعات لتمزيق شرعي هنري من عرش قشتالة.
أصبح دور الملكة إليانور متأثراً على نحو متزايد، وأصبح تدخلها في العلاقات السياسية الخارجية التي لم تحظَ بشعبية على نحو متزايد. على ما يبدو غير قادرة على الحفاظ على حكم فرناندو قوي وبيئة سياسية داخلية جيدة مما أظهرت استياء مع المؤامرات من النبلاء.

## الحرب الثالثة (1382-1381)
على وفاة هنري الثاني ملك قشتالة عام 1379 زادت إدعياءات جون غونت بحقوقه، وأيضا رغبة فرناندو الأول ملك البرتغال في تحرر من قيود معاهدة سانتاريم التي انهت الحرب الثانية عام 1373, وعلى الخروج القوات الإنجليزية من أرضيهم فكر ملك البرتغال في تأمين الطريق لهم من أي اعتراض من قشتالة ودارت بينهما معركة بحرية وبين أسطول القشتالية قوته بانتصاره وهكذا أمن المحيط الأطلسي لنفسه، ومع ذلك استطعت الجيوش الإنجليزية الوصول، وأما عام 1382 كان عام هجوم لقشتالة بحيث قاد ملك جيشه بنفسه ووصل على أبواب لشبونة فرض معاهدة إلفاس على ملك البرتغال والتي من مضمونها زواج وريثة عرشه بياتريس بـخوان الأول ملك قشتالة هذا يعنى اندماج البرتغال مع قشتالة مستقبليا مما اغضاب كثير من النبلاء بهذه المعاهدة وأيضا ملك استاء من معاهدة توفى بعد ثلاث شهور من الزواج، فـمقاومة الأستقلال لم تقف عند هذا الحد بل وصلت مقاومتها على أن تحرر البرتغال من قشتالة عام 1385 ووصلت معاهدة الأعتراف عام 1411.